# けやきプラザ

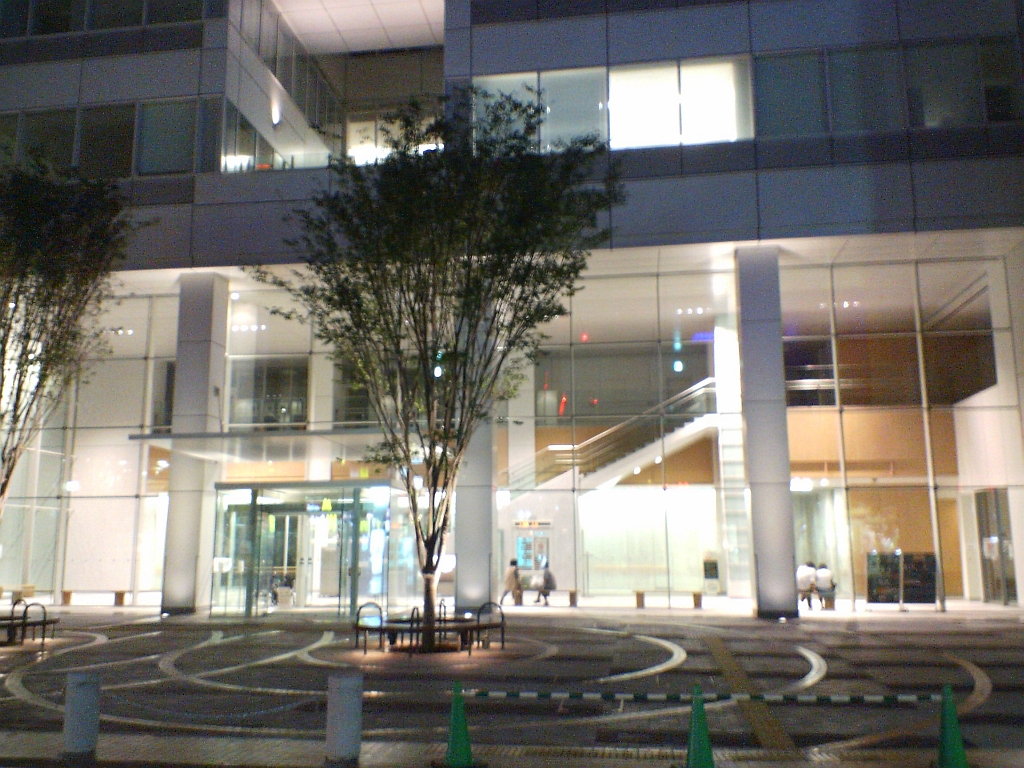
けやきプラザ正面（夜景）

けやきプラザは、千葉県我孫子市本町にある県と市による地下1階、地上12階の複合施設（ビル）。

## 概要
眺めが大変良いため、屋上（11階）なども人気がある。交通アクセスや外観、内装、眺めが良いことなどから、不動産業界でも話題になっている。施設内は千葉県と我孫子市の施設が入っており、それぞれ各階ごとに何らかの関連があるかのように誤解される。特に、2,3階の千葉県の「ふれあいホール」と、我孫子市の我孫子南近隣センター多目的ホール（9階）は混同されやすい。千葉県の建物に、我孫子市が借りているという形になる。

## 所在地
〒270-1151
千葉県我孫子市本町3-1-2

## 施設管理委託先
- けやきプラザ鍵管理システム構築業務委託 - セコム株式会社
- けやきプラザ防災センター管理運営業務委託 - 太平ビルサービス株式会社
- けやきプラザ機械式駐車場運営管理・保守点検業務委託 - タフカ株式会社
- けやきプラザ清掃業務委託 - 京葉ビル管理
- けやきプラザ電気・建築・機械設備保守点検業務委託 - 株式会社エヌケイサービス
- けやきプラザエレベータ保守点検業務委託 - 東芝エレベータ株式会社

## 主な施設
大きく分けて千葉県と我孫子市の施設に分けられる。

### 県の施設
千葉県では、県の施設のみ全体で「千葉県福祉ふれあいプラザ」と呼ぶ。
- 1,2階
  - 福祉ショップ
  - 軽喫茶「ぽぽら」
  - エントランスホール
  - 体験コーナー
  - 工作室

- 2,3階
  - ギャラリー
  - ふれあいホール（551席）

収納式椅子席351席、スタッキングチェア200席、バスケットコートも設置されている。コートを片付け、イスを出すと音楽ホールになるが、無論音響には難がある。ホールはビルからはみ出た形で作られている。
- 3,4階
  - 千葉県障害福祉センター

- 5階
  - 介護予防トレーニングセンター

- 6階
  - 介護予防トレーニングセンター
  - 相談室

- 7階
  - 介護実習センター

### 市の施設
- 1階
  - 我孫子市行政サービスセンター

- 8,9階
  - 我孫子南近隣センター

- 10階
  - あびこ市民活動ステーション

- 11階
  - フリースペース「手賀沼のうなきちさん家」（休憩や読書等に利用可、かつては飲食店が営業していたが閉店）

### 複合ビルの施設
- エレベーター

2機設置しており、それぞれ収容人数が異なる。東芝エレベータ製。
- 駐車場

106台止めることができる。1階部分は障害者や行政関係者でほとんど使われるため、施設利用者は基本的に地下を使用する。すべて機械式である。
利用料金は始め30分無料、以降1時間ごとに100円増えていく。機械式のため、収容や出庫には20分かかってしまう。
- 12階

機械室。

## 交通

### 鉄道
JR東日本常磐線の我孫子駅が最寄り駅。我孫子駅南口より徒歩1分以内である。

### バス
阪東バスの我孫子駅行きか、我孫子市公営（コミュニティーバス）のアビバスの我孫子駅行きで、我孫子駅のロータリー（路線により南口着と北口着がある）まで行き、そこから徒歩で行くことができる。

### 車
けやきプラザの駐車場では限りがあるため、けやきプラザの目の前にあるイトーヨーカドー（アビイクオーレ）の駐車場にとめることも少なくない。

### 自転車
サイクルパークが隣にあるのでそれを利用するか、イトーヨーカドーにとめる。

## 開設日とそれまでの経緯
- 開設日：2006年（平成18年）8月1日
- 本来の開設予定日：2006年（平成18年）5月

2006年1月25日（水）午後1時半頃、11階エレベーターホール付近から出火。出火原因は、ベビーサンダー使用中に近くのものに引火したと考えられている。
建設に至るまでに、景観などの問題も多少挙げられていた。また、周囲にもビルがあり、ビル風が一層強まっている。